# Diagnosis: Murder
Diagnosis: Murder (também conhecida como Diagnosis Murder) é uma série de televisão de temática médica, comédia e de mistério exibida pela CBS nos Estados Unidos entre 1993 a 2001. Foi criada por Joyce Burditt e protagonizada por Dick Van Dyke, como o doutor Mark Sloan, um médico que resolve crimes com a ajuda de seu filho, que faz o papel de um detetive de homicídios e é também seu filho na vida real: Barry Van Dyke.